# Cucina libanese
La cucina libanese comprende le pratiche culinarie originarie del Libano. Si basa sul consumo abbondante di cereali integrali, frutta, verdura, pesce fresco e frutti di mare. Il pollame viene consumato più spesso della carne rossa. Quest'ultima di solito comprende carne di agnello e capra. I piatti includono abbondanti quantità di aglio e olio d'oliva e sono spesso conditi con succo di limone. Altri ingredienti fondamentali nella dieta libanese sono ceci e prezzemolo.
Tra i piatti più noti figurano il baba ghanouj, il tabbouleh, la sfeeha, i falafel e lo shawarma. Una componente importante di molti pasti libanesi è l'hummus, un piatto di purea di ceci, e molte pietanze vengono consumate con pane basso. Tra i dessert si citano la baklava, lo sfouf e il ka'ak. Alcuni dolci vengono preparati appositamente in occasioni speciali. Ad esempio il meghli (un budino di riso speziato con anice, cumino e cannella) viene servito per festeggiare un neonato in famiglia.
L'arak è un liquore all'anice ed è la bevanda nazionale libanese. Solitamente viene servito con un pasto tradizionale conviviale. Un'altra bevanda storica e tradizionale è il vino libanese.

## Storia

Il Libano (in rosso) è al crocevia del bacino del Mediterraneo e dell'entroterra arabo e dell'Asia occidentale

La cucina libanese ha radici antiche e fa parte della tradizione culinaria del Mediterraneo orientale. Molti piatti della cucina libanese possono essere fatti risalire a migliaia di anni fa ad epoche di dominio fenicio, persiano, egiziano, neobabilonese, romano, greco, bizantino, arabo e ottomano. Negli ultimi 500 anni la cucina libanese è stata influenzata dalle diverse civiltà straniere che hanno detenuto il potere nella regione. Dal 1516 al 1918 i turchi ottomani controllarono il Libano e introdussero una varietà di cibi che sono diventati fondamentali nella dieta libanese, come l'agnello. Dopo che gli ottomani furono sconfitti nella prima guerra mondiale (1914-1918), la Francia prese il controllo del Libano fino al 1943, quando il paese ottenne l'indipendenza. I francesi introdussero cibi come i flan, la crema pasticcera al caramello, i bignè, le patatine fritte e i croissant.
La diaspora libanese diffusa in tutto il mondo ha introdotto nuovi ingredienti, spezie e pratiche culinarie nella cucina libanese, mantenendo la cucina innovativa e rinomata sia oltre che all'interno dei suoi confini.

## Caratteristiche principali
I principali metodi di cottura della cucina libanese sono la grigliata, la cottura al forno o il salto in olio d'oliva. Burro o panna sono usati raramente se non in alcuni dessert. Le verdure vengono spesso consumate crude, in salamoia o cotte. Come la maggior parte dei paesi mediterranei, gran parte di ciò che mangiano i libanesi è dettato dalle stagioni e da ciò che è disponibile. La dieta libanese varia inoltre in base alla regione: il Libano del Sud è noto per la kibbe, la valle della Beqa' per i suoi pasticcini di carne (come lo sfiha), mentre il Libano settentrionale e Sidone sono rinomati per la produzione dolciaria.
In Libano molto raramente le bevande vengono servite senza essere accompagnate da cibo. Simile alle tapas spagnole, ai mezeluri rumeni e agli aperitivi italiani, le meze sono una serie di piccoli piatti posti davanti agli ospiti che conferiscono alla tavola una vasta gamma di colori, sapori, consistenze e aromi. Questo stile di servire il cibo fa meno parte della vita familiare di quanto non lo sia dei momenti di intrattenimento e dei caffè.
Le meze possono essere semplici (ad esempio a base di verdure crude o sottaceti, hummus, baba ghanouj e pane) oppure possono diventare un pasto intero composto da frutti di mare marinati alla griglia, carne allo spiedo, svariate insalate cotte e crude e dessert. Gli assortimenti di pietanze che compongono le meze vengono generalmente consumati a piccoli bocconcini utilizzando una fetta di pane basso.
Una tipica meze consiste in un'elaborata varietà di circa 30 piatti caldi e freddi, che possono includere:
- Insalate come tabbouleh e fattoush
- Salse come hummus, baba ghanoush e moutabal
- Kebbeh, kafta e falafel (polpette di ceci fritte)
- Alcune polpette come i sambusac
- Foglie di vite ripiene e sottaceti
- Noci, olive e verdure tostate
- Condimenti come il toum e la salsa taratour, ideali da spalmare sullo sfiha[23][24][25][26]

Quando si cena in famiglia, le meze sono in genere composte da tre o quattro piatti, ma nei ristoranti il numero di portate può variare dalle 20 alle 60 unità. Nonostante ciò, anche la cucina domestica offre una vasta gamma di piatti, come gli stufati (yakhneh) che variano a seconda degli ingredienti utilizzati e sono solitamente serviti con carne e riso.
Sebbene la semplice frutta fresca venga spesso servita verso la fine del pasto, questo può concludersi con un dessert o con del caffè. I tipi di frutta più comuni includono fichi, arance e altri agrumi, mele, uva, ciliegie e prugne verdi (janarek). Sebbene la baklava sia il dessert più conosciuto a livello internazionale, esiste una grande varietà di dolci libanesi.

## Piatti e ingredienti
I piatti libanesi sono fortemente influenzati dalle molteplici civiltà che sono esistite nella regione, che si sono accumulate insieme per formare la moderna cucina libanese che conosciamo oggi. Utilizzando ingredienti freschi e spezie, la cucina libanese combina stili di cucina turca, araba e francese. Le caratteristiche includono l'uso dell'agnello (introdotto dagli ottomani), l'abbondante uso di noci (soprattutto mandorle e pinoli) e l'uso di condimenti a base di succo di limone.

### Pane
I libanesi fanno uso del pane basso per accompagnare le varie portate.

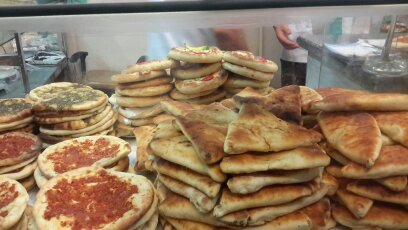
Varianti di manaeesh e altri tipi di pane presentati in un ristorante libanese

- Varianti di manaeesh e altri tipi di pane presentati in un ristorante libanese La pita con tasca, nota come khubz arabi (pane arabo),[35] è molto popolare e può essere tagliata o strappata in pezzi che vanno intinti in vari piatti. Può essere farcita come un sandwich e può avvolgere i falafel o lo shawarma.
- Il taboon viene tradizionalmente cotto in un forno apposito o in un tannur ed è simile ai vari tandoor che si trovano in molte parti dell'Asia.[36]
- Il marquq è un pane sottile che viene cotto su un saj o una padella di metallo.[9][37]
- Il ka'ak è un comune pane da strada libanese che viene solitamente consumato come spuntino. Ve ne sono diversi tipi, come quello ai semi di sesamo o quello farcito con formaggio e za'atar.[38]
- Il manaeesh è tradizionalmente guarnito con formaggio (kashk, nella sua versione libanese), za'atar e pomodori piccanti a cubetti. Può essere consumato a colazione e viene prodotto in molte panetterie, alcune delle quali consentono ai clienti di portare i propri condimenti per farcire il proprio manaeesh personalizzato.[39] Le varianti includono il manakousheh za'atar (al timo) e il manakousheh jebneh (con formaggio).[40][41]
- L'impasto del manaeesh può anche essere consumato con carne macinata e cipolle. In tal caso esso prende il nome di lahm bi 'ajin e le sue varianti più piccole sono chiamate sfeeha. Lo stesso impasto può dare origine a una torta triangolare chiamata fatayer, ripiena di spinaci, cipolle e sommacco.

### Latticini
Il formaggio, così come lo yogurt e le uova, è ampiamente usato in Libano. Il labneh è una sorta di yogurt che viene filtrato in modo da rimuovere il siero di latte acquoso, lasciando una consistenza più densa e cremosa. È spalmabile e viene guarnito con olio d'oliva e sale marino. È un piatto estremamente versatile che può essere servito in una meze sia a colazione che a cena, e ve n'è anche una variante mescolata con l'aglio. L'ejjeh è la tradizionale frittata libanese e si prepara con uova, prezzemolo tritato, scalogno e diverse erbe coltivate localmente.

#### Formaggi
- L'ackawi è un formaggio bianco salato a base di latte pastorizzato di vacca, di capra o di pecora.[46]
- Il baladi, detto anche "formaggio di montagna", viene prodotto in alta montagna dai pastori del luogo.[47]
- La feta è usata nelle insalate e in altri piatti, anche se alcuni cuochi fanno uso di un formaggio più dolce chiamato jibtieh baidha ("formaggio bianco").[48][49]
- L'halloum è un formaggio a pasta semidura non stagionato che può essere grigliato o fritto. Insieme all'akkawi viene tradizionalmente conservato in salamoia acquisendo un sapore forte e salato, sebbene i metodi moderni abbiano consentito di produrre varietà più fresche con meno sale.[50]
- Il kashkaval è un formaggio popolare in molti paesi dell'Europa orientale che si è diffuso anche nella cucina libanese. Si scioglie molto velocemente ed è pratico per la produzione di pasta, pizza e panini.[51]
- Il nabulsi è simile all'halloumi e si prepara facendo bollire il formaggio ackawi fresco in una miscela di spezie e semi che viene poi fritta, grigliata o consumata direttamente. È l'ingrediente base per il knafeh, una pasta al formaggio imbevuta di uno sciroppo a base di zucchero.[52]
- Lo shanklish è fatto con latte vaccino e viene salato, fermentato e condito con timo e pepe. Da esso si preparano delle palline di formaggio ricoperte di scaglie di peperoncino rosso.[53]

### Stufati
Gli stufati libanesi, spesso serviti con riso o pane basso, sono fatti con ingredienti reperibili localmente.

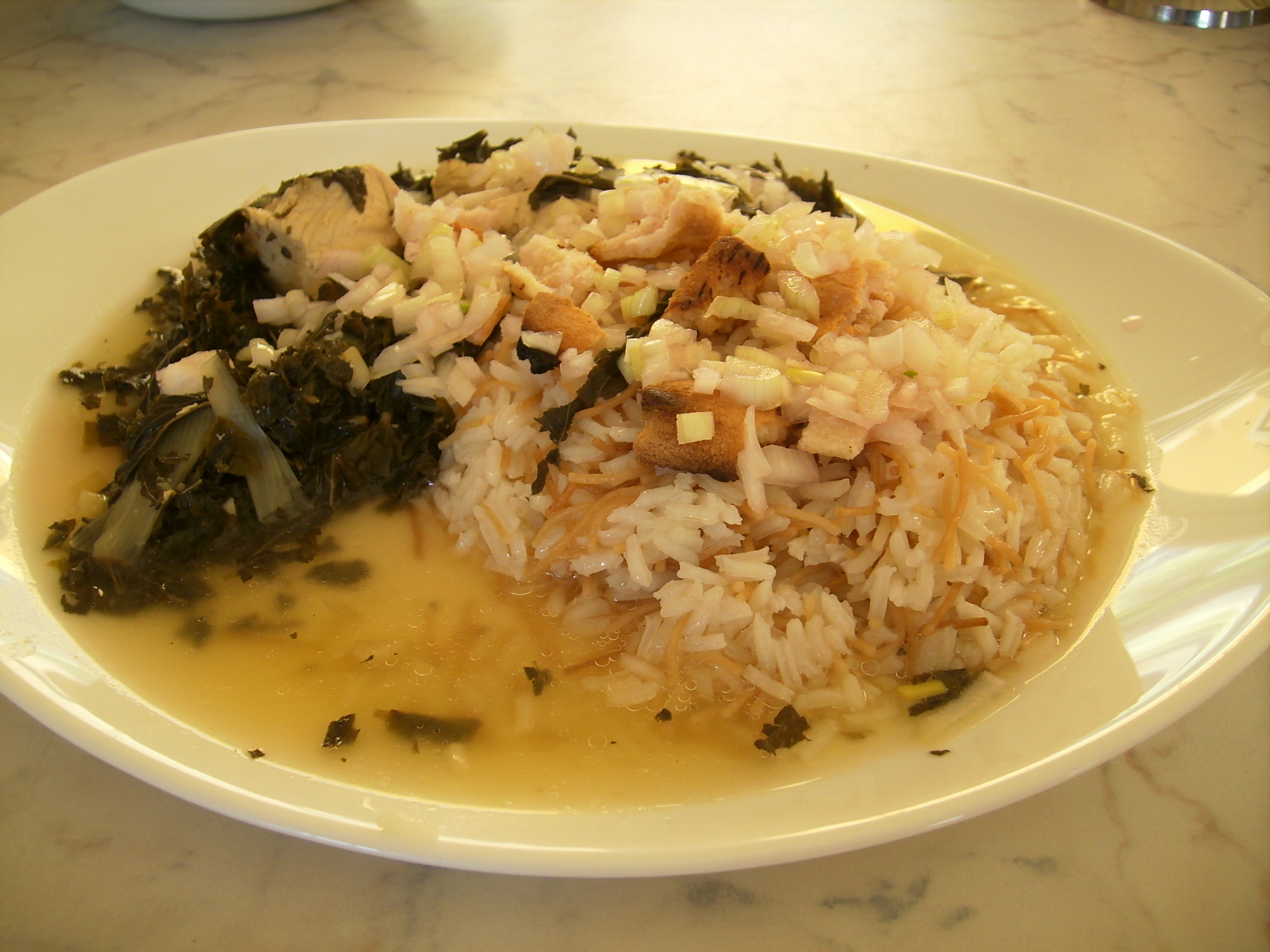
Stufato di mulukhiyah libanese con pollo servito con riso, cipolle all'aceto e pita tostata

- Stufato di mulukhiyah libanese con pollo servito con riso, cipolle all'aceto e pita tostata Il bamieh bi-zeit (stufato di gombo e pomodoro) è uno degli stufati più popolari del Libano.[54] Tradizionalmente viene servito con riso e una semplice insalata condita con succo di limone e olio d'oliva, con pane fresco caldo.[55] Questo stufato combina il sapore distinto dei gombi con una salsa di pomodoro saporita.[56]
- Il bamya bel lahmeh (stufato di gombo e agnello) vede l'aggiunta di piccoli pezzi saltati di agnello sfilettato.[57][58]
- L'abu shoushe è uno stufato di taro e lenticchie.[59]
- Lo yakhnet sabanikh è uno stufato di spinaci.[16]
- La fasoulya hamanieh è uno stufato di fagioli.
- La makhlouta è fatta con fagioli, grano e legumi ed è popolare nella città di Baskinta.[60]
- La mulukhiyah è uno stufato con foglie di malva, pollo, manzo condito con cipolle crude tritate e aceto.[61]
- Lo stufato di fagioli e lenticchie mjadrat fasoulya è popolare a Rashaya.[16]
- Il mloukhiye b'zeit è un piatto del Libano settentrionale a base di foglie e germogli freschi della pianta di iuta di Nalta, cucinate con olio d'oliva, cipolle, aglio, pomodori e peperoncino. È un contorno estivo popolare soprattutto nei distretti di Miniyeh-Danniyeh e di Akkar.[62]
- Il mfaraket koussa (stufato di zucchine piccante) è uno dei modi più semplici per cucinare le zucchine in estate.[63]
- Il daoud bacha è uno stufato a base di carne e consiste in polpette di manzo (anche agnello) con cannella, prezzemolo e ripiene di pinoli in salsa di pomodoro.[64]

### Piatti vegetariani
La cucina vegetariana gioca un ruolo importante nella dieta libanese. Per i cristiani libanesi l'astensione dal consumo di carne è praticata durante il periodo quaresimale (da mezzanotte a mezzogiorno) ed è chiamata akl aateh (che significa cibo "tagliato" dalla dieta). Il cibo proibito varia in base alle diverse tradizioni.

#### Insalate

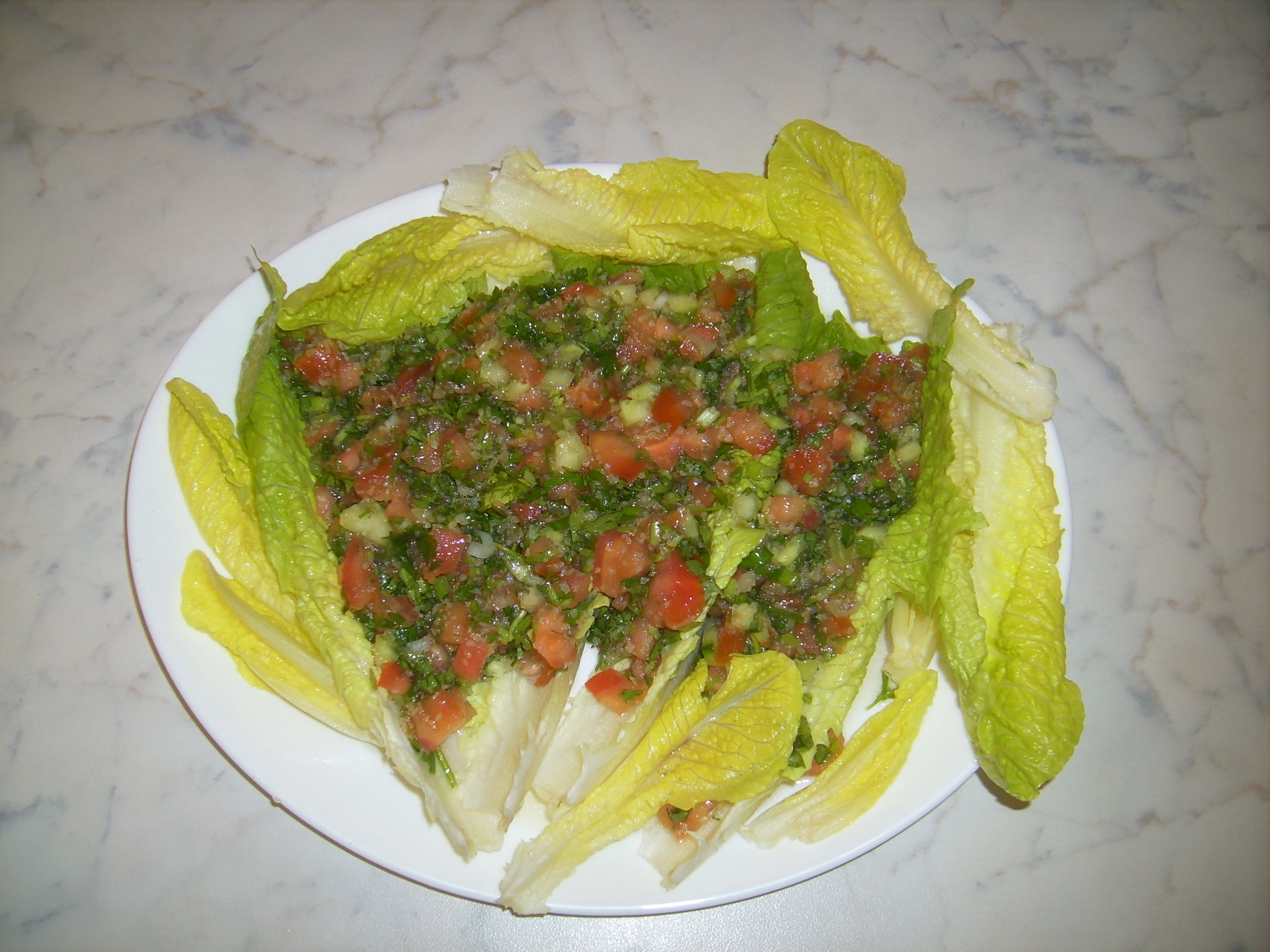
Gli ingredienti per il tabbouleh libanese includono prezzemolo, grano bulgur, olio d'oliva, menta, limone, pomodoro, sale, pepe, sommacco e scalogno

- Il fattoush (chiamato anche "insalata dei contadini") è fatto con pita, cetrioli, pomodori, ceci e menta.
- Il tabbouleh è un'insalata a base di prezzemolo tritato, grano bulgur, pomodoro e menta. Viene servita con della lattuga e può essere consumata all'interno di una meze o come antipasto.[67][68]
- L'insalata di formaggio allo yogurt è composta da palline di shanklish (labaneh, feta, peperoncino in polvere, timo, cumino, sale e pepe) aggiunte a un'insalata preparata al momento. Può essere abbinata con vini arabi e libanesi.[69]

#### Piatti ripieni
- Il wara' enab è un piatto comunemente servito come meze ed è farcito con riso e occasionalmente carne.[70]
- Il kousa mahshi consiste in vari tipi di zucchine ripiene di riso e talvolta di carne e cotte sul fornello o al forno.[71]

#### Piatti a base di ceci

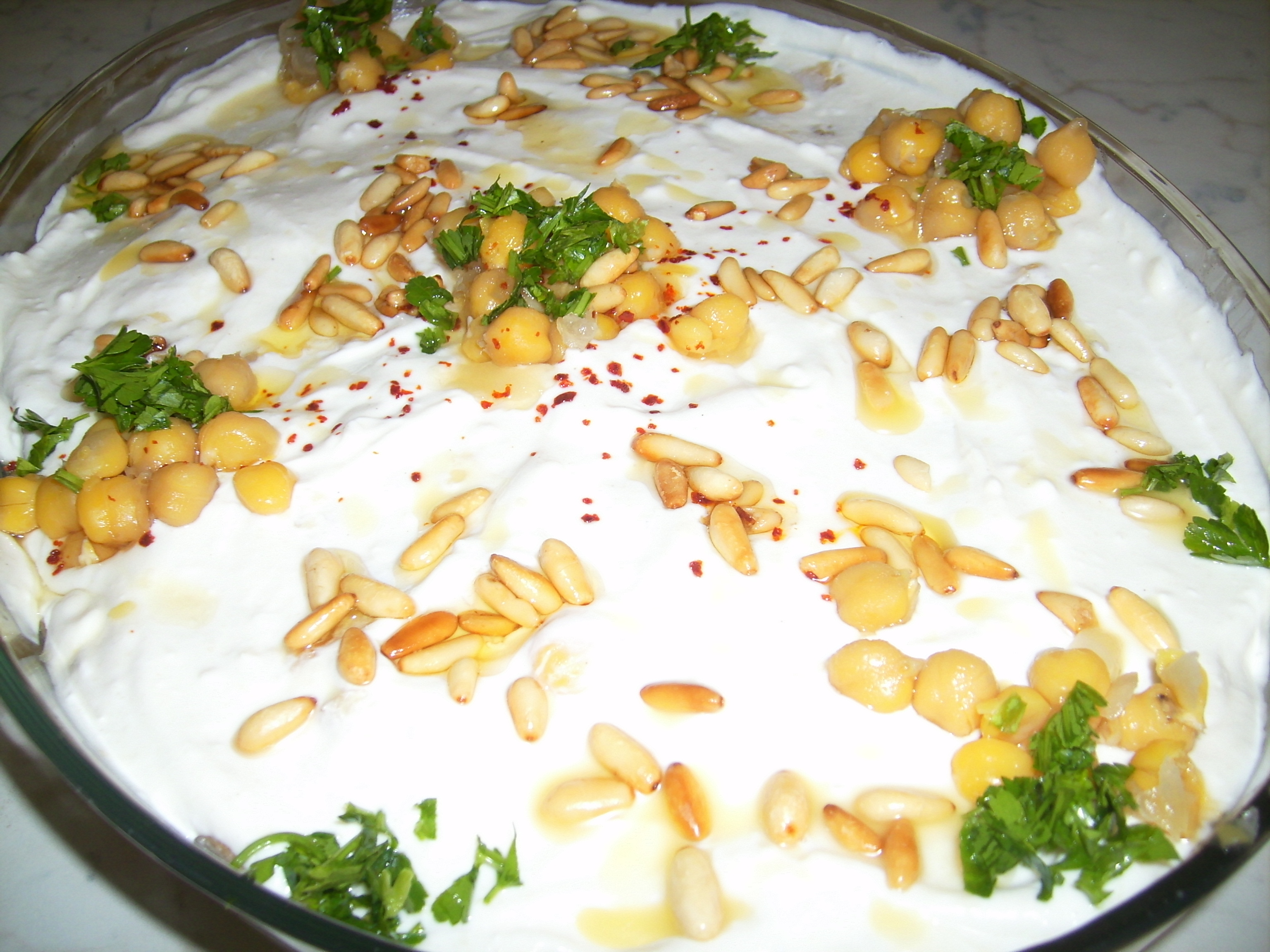
Fatteh b'hummus

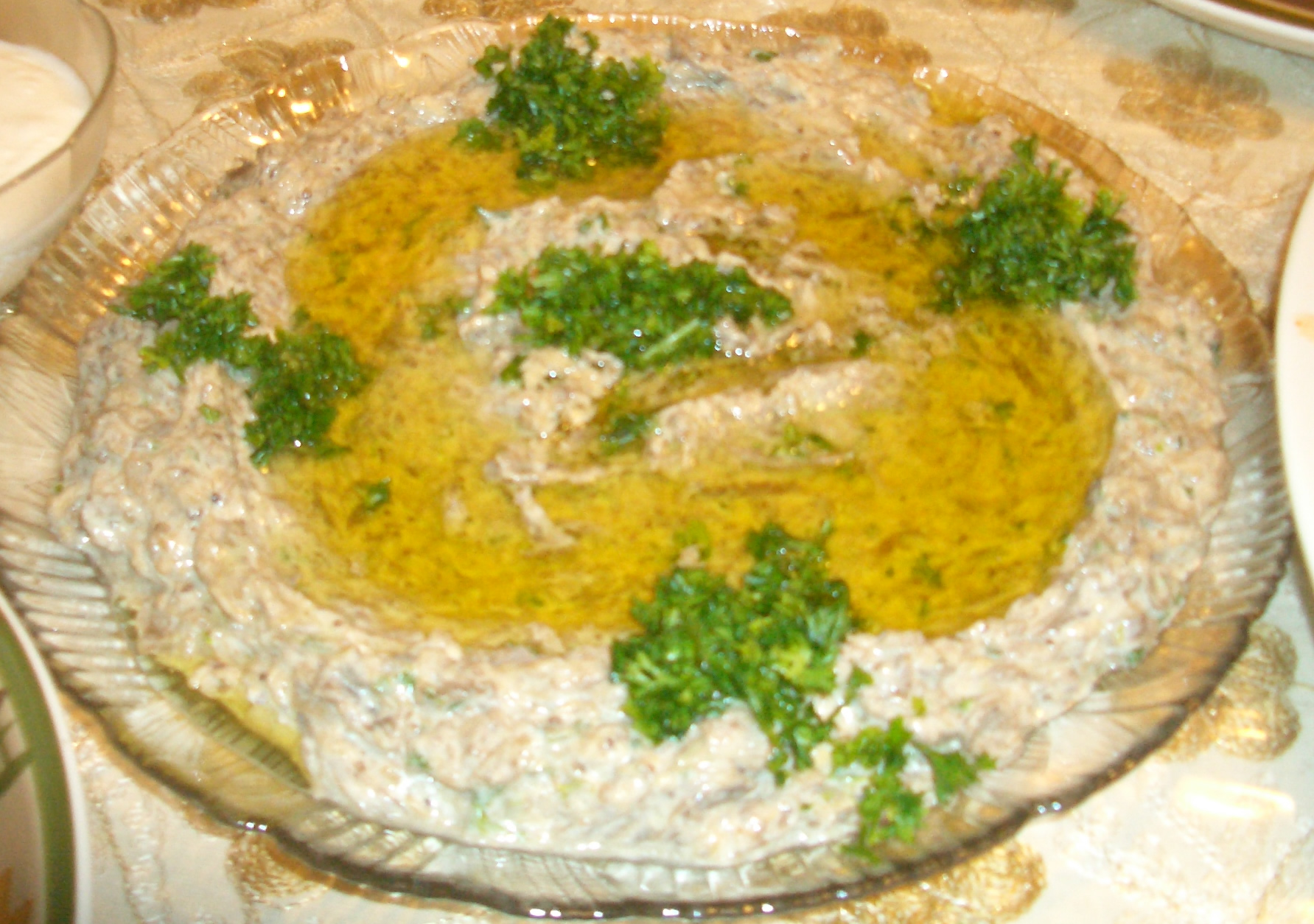
Mutabbel (purè di melanzane e tahini)

- Il falafel è un piatto di polpette fritte a base di ceci macinati molto speziati
- L'hummus è una salsa a base di ceci frullati, tahina, succo di limone e aglio.[72]
- Il fateh b'hummus è un piatto a base di ceci, piadine e yogurt speziato.[73]
- Il balila è un piatto di ceci bolliti insieme a succo di limone, aglio e varie spezie.[74]

#### Piatti a base di melanzane
- Il baba ghanouj è una melanzana alla griglia condita con tahina, olio d'oliva, succo di limone e purea di aglio.
- Il mutabbel è un purè di melanzane e tahina mescolato con sale, pepe, olio d'oliva e semi di anar.[75]
- Il makdous è un piatto di melanzane ripiene servito con olio d'oliva.[76]
- Le melanzane fritte vengono servite insieme ad altre verdure fritte tra cui patate, cavolfiori, zucchine, cipolle e pomodori, solitamente indicate come "frittura mista".[77]
- Il fatteh è uno dei piatti più popolari del Levante e la sua variante più nota è il fatet batinjan (sformato di melanzane)[78] che viene servito con yogurt, pane fritto, melanzane e mate.[26][79][80]
- La moussaka libanese, a differenza di quella greca, è un piatto vegetariano a base di melanzane fritte scottate in una salsa di cipolla e pomodoro con ceci.[81]

#### Piatti a base di fagioli e legumi
- Il ful (stile libanese) è un purè di fave a cottura lenta che a volte può includere ceci, ed è condito con limone, olio d'oliva e cumino.[82]
- Il riz bil-foul è un altro piatto a base di fave, condite con varie spezie e servite con riso.[83][84]
- La mujaddara (imjaddarra) è un piatto diffuso in tutto il Medio Oriente e consiste in lenticchie cotte insieme a grano o riso e guarnite con cipolle saltate.[85]

### Carne

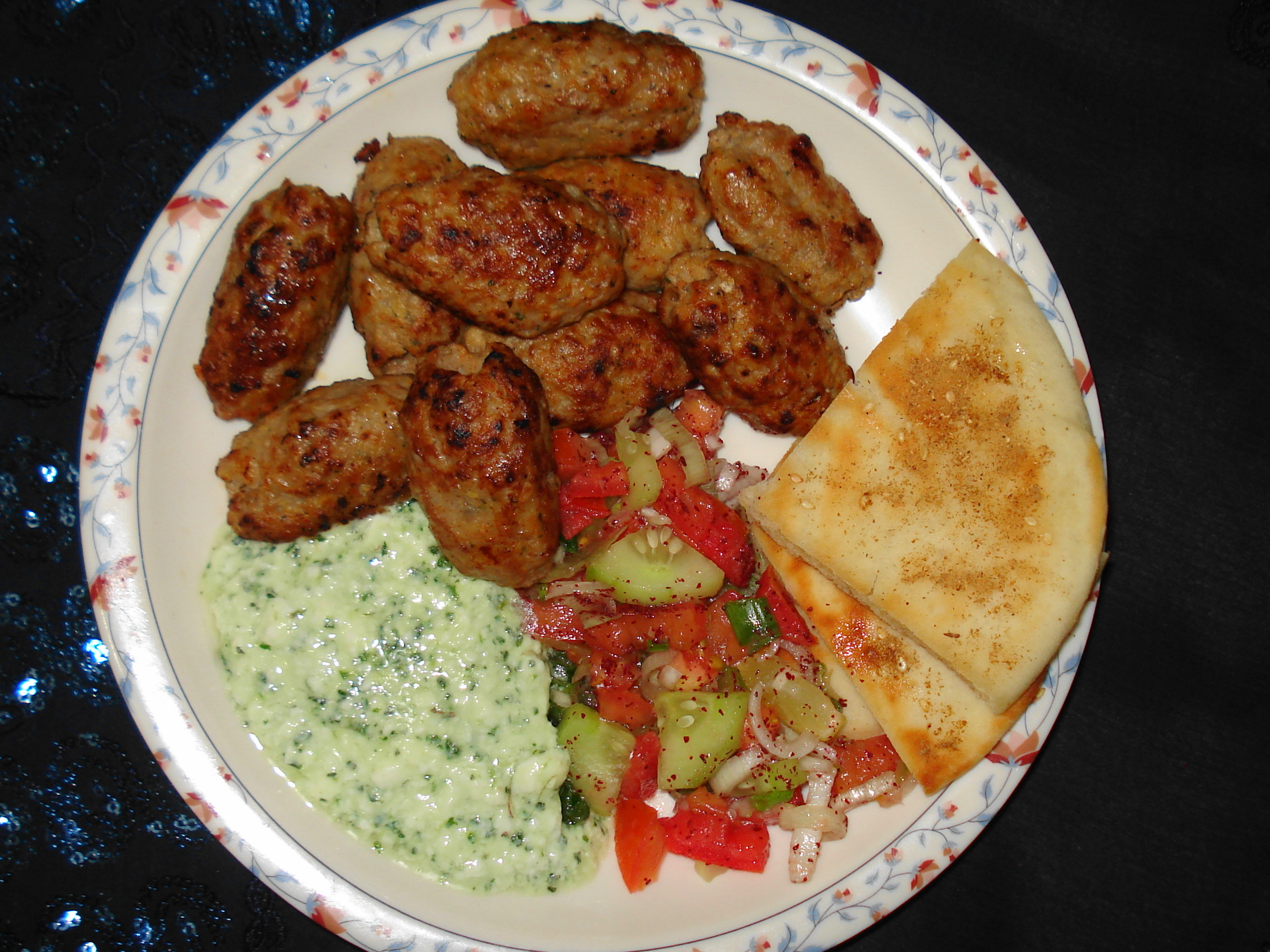
Kafta servite con insalata di sommacco, raita e pane basso

I piatti di carne libanesi sono solitamente preparati con pollo o agnello, anche se si consuma talvolta carne di maiale (non così diffusa per via delle leggi islamiche). Tuttavia, la carne è costosa ovunque e non sempre è prontamente disponibile. Per questo è considerata una pietanza pregiata e in passato veniva servita nel fine settimana.

#### Carne mista
- Lo shawarma è una forma comune di cibo da strada a base di carne allo spiedo a cottura lenta (pollo, agnello o manzo) che viene tagliata a fette sottili e servita come un panino con condimenti come cipolle, sottaceti e pomodori.[86] Ve ne sono diversi tipi come lo shawarma lahmeh (carne alla griglia con prezzemolo, cipolla e tarator) e lo shawarma djeij (pollame grigliato con toum e lattuga).[87]
- Il sambousek è un fagottino ripieno di carne o di altri ingredienti che viene servito come antipasto.[88][89]
- La kibbeh è un impasto di bulgur ripieno a base di carne macinata e può essere preparato in diverse forme tra cui fritto (kibbeh raas), crudo (kibbeh nayyeh), cotto (kibbeh bil-saneeya) e può essere servito con yogurt.[90][91][92] Alcune versioni regionali del kibbeh includono il kebbe lakteen al gusto di zucca (tipico di Beit Mery) e il kebbe zghartweih che è una versione cotta al forno tipica di Ehden.[16][93]
- Il kubideh è un tipo di kebab servito con pivaz, un condimento a base di prezzemolo tritato, cipolle, cumino macinato e sommacco.[94]
- La kafta è fatta con carne macinata speziata che viene modellata in piccole polpette che vengono poi cotte, saltate in padella o grigliate su spiedini. Viene servita con pane e altri contorni.[95]

#### Agnello

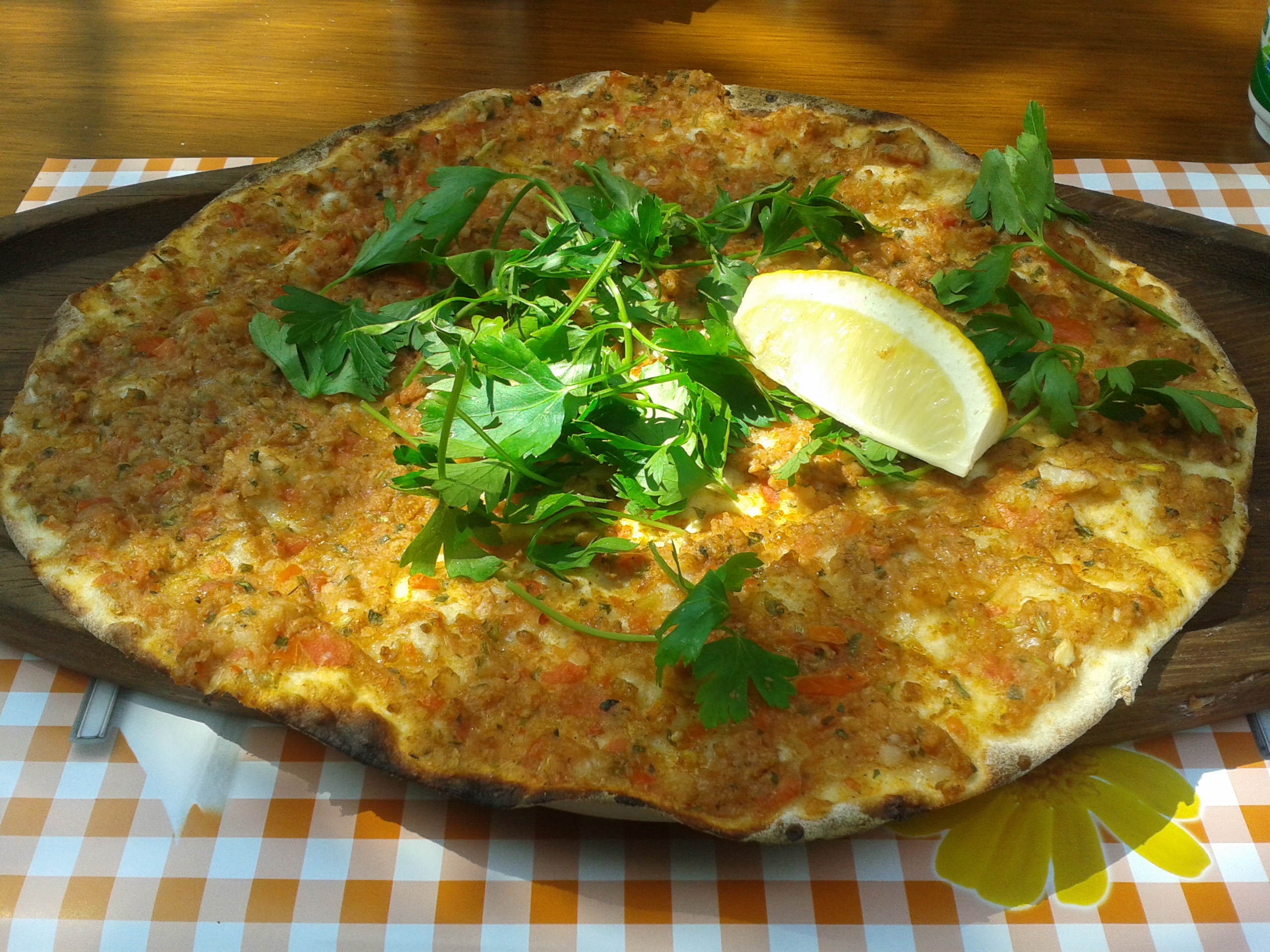
Lahm b'ajin

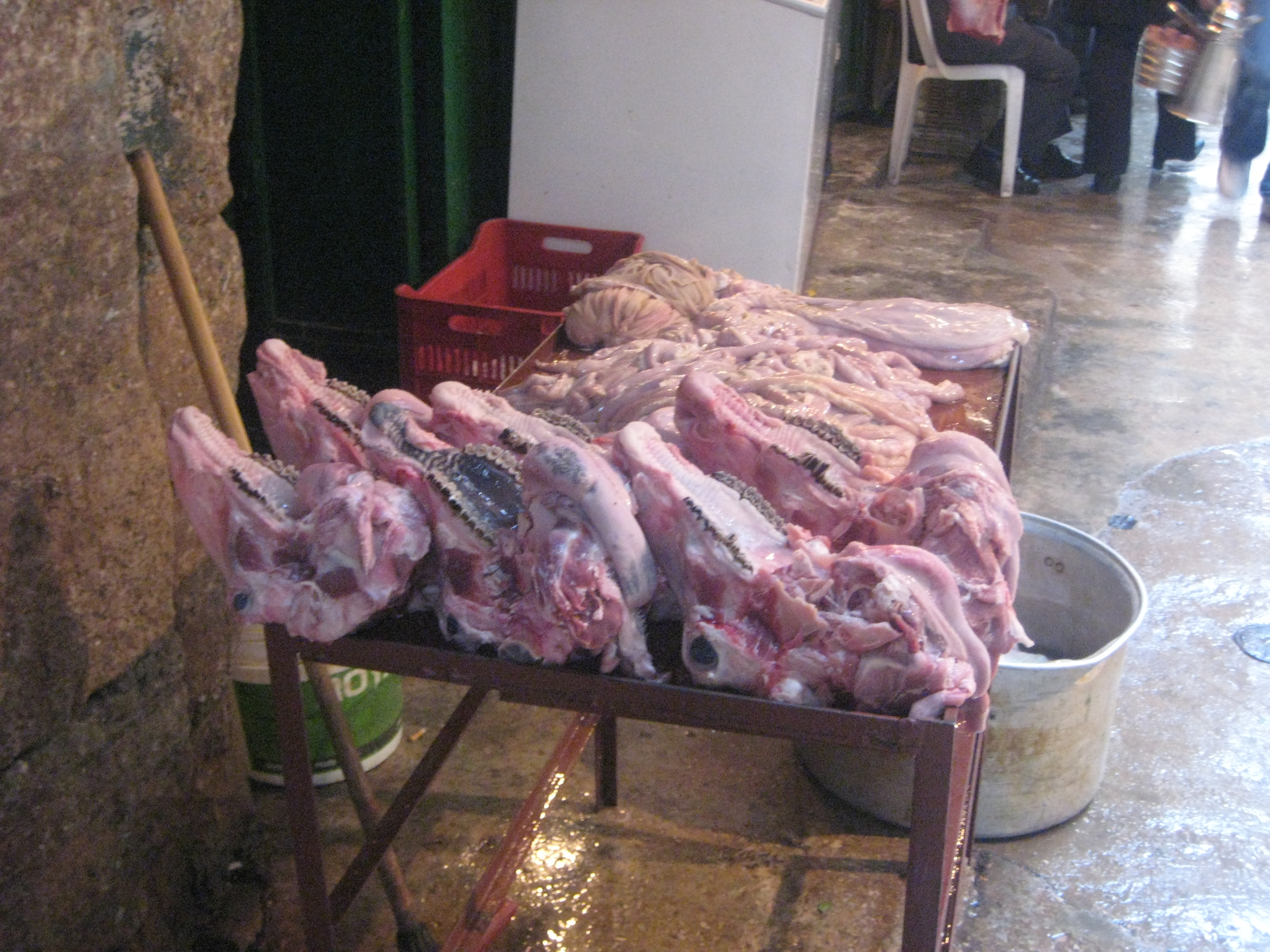
Teschi di pecora in vendita a Tripoli

- Teschi di pecora in vendita a Tripoli La habra (filetto di agnello crudo) è essenziale per la maggior parte dei piatti a base di agnello come ilkibbeh nayyeh (agnello crudo tritato). Il filetto deve essere preparato e fatto raffreddare per un minimo di 2 ore e può essere preparato anche con un giorno di anticipo.[4]
- Il dehen è un piatto a base di grasso della coda di agnello e di diversi pezzi dell'animale fritti e speziati.[2]
- Il barout del batata è l'agnello piccante servito con patate.[96]
- Il deleh mehshi consiste nella cassa toracica dell'agnello ripiena (popolare a Broummana).[16]
- Il laban immo consiste nell'agnello cotto nello yogurt con riso (popolare a Douma).[97]
- La kafta meshwi è una polpetta di agnello tritato mescolato con cipolla e prezzemolo tritati finemente, che viene arrostita su uno spiedo.[98]
- Il qawarma trae origine da un'usanza secolare che consisteva nell'acquistare in primavera un agnello dalla coda grassa e nutrirlo forzatamente giorno e notte con foglie di gelso e d'uva, bucce di grano e altri ingredienti. L'agnello poi veniva tritato, salato e conservato nel suo grasso.[99][100][101]
- Gli sfiha (anche lahm b'ajin) sono pasticcini ricoperti di carne macinata di montone, cipolle e noci popolari nella città libanese di Baalbek.[102][103]
- Gli shish barak sono gnocchi di carne in salsa allo yogurt.[104]
- Il khash è un bollito di parti di pecora come la testa, i piedi e lo stomaco (trippa).

#### Pollo

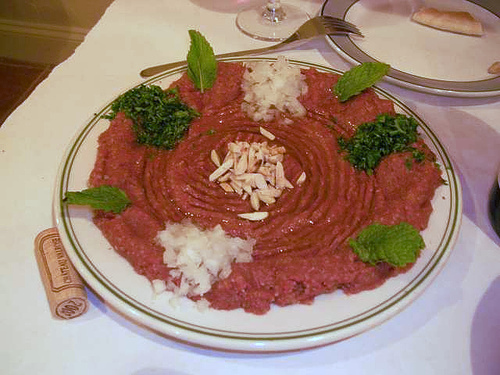
Kibbeh nayyeh

- Il chich taouk consiste in pollo grigliato alla brace marinato con aglio, limone e spezie tra cui cannella e cumino.[105]
- Il djaj meshwi è pollo speziato grigliato su barbecue, marinato con salsa all'aglio e limone.[106]
- Il farrouj meshwi è pollo alla griglia servito con salsa all'aglio.[107]
- Gli jwenih (o jawaneh) sono ali di pollo cucinate con coriandolo, aglio e limone. Sono servite nella meze.[108]
- Il riz bi-djaj è un piatto di pollo e riso.[16]
- Gli shish taouk sono spiedini di pollo alla griglia marinato in olio d'oliva, limone, prezzemolo e sommacco. Sono serviti su del riso con mandorle e pinoli.[109]

#### Manzo

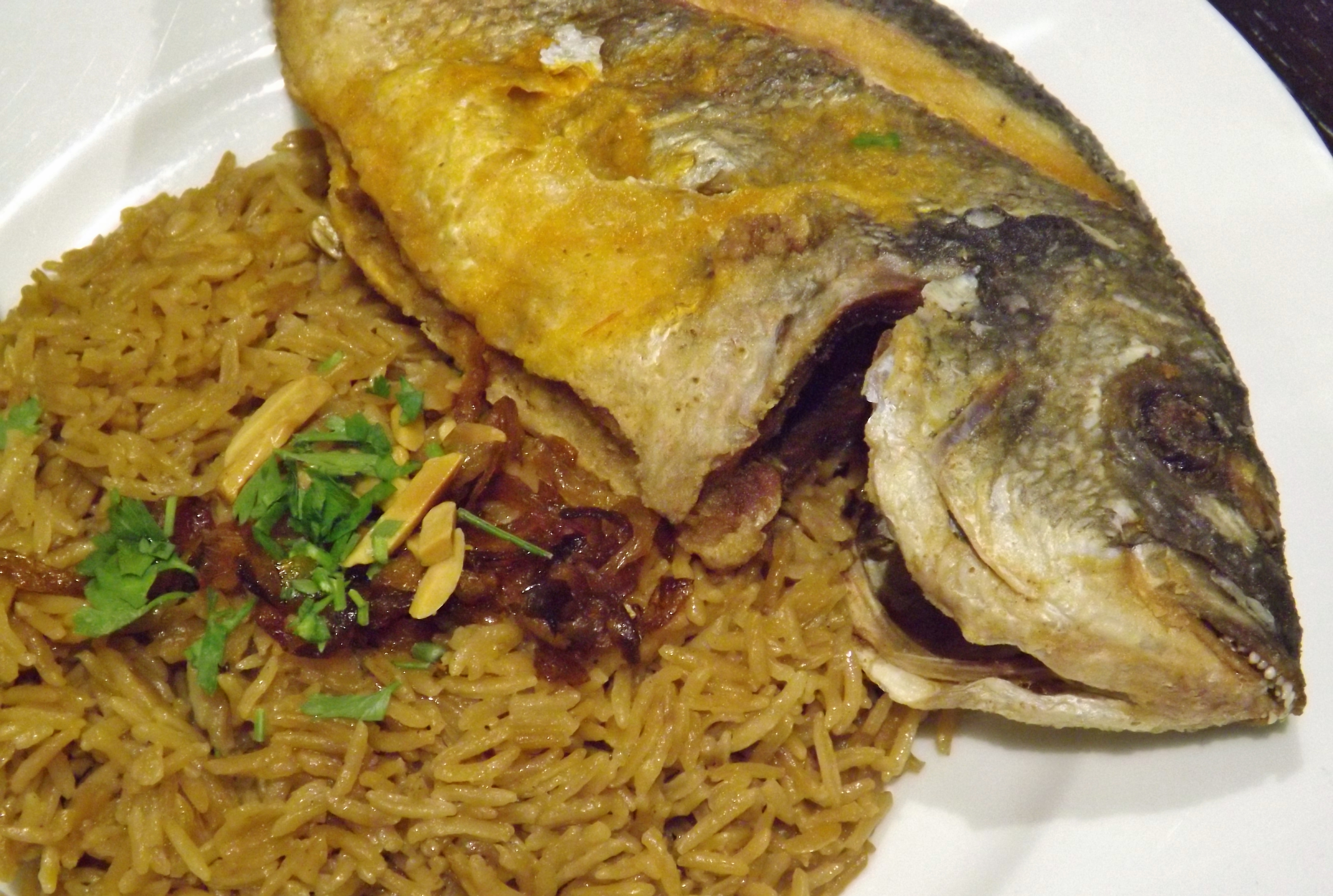
Sayadieh

- La pastirma è un tipo di carne secca stagionata di origine ottomana.[110][111]
- Il tabbouleh bi dehn è un'altra versione di tabbouleh ed è cucinato con lenticchie e ghi.[112]
- Il ghameh consiste in budella di mucca ripiene.[16]
- La kafta bithine è carne speziata con concentrato di sesamo tipica di Beiteddine.[16]
- La kafta nayyeh è una tartara di manzo.

#### Pesce
- Il samkeh harra consiste in pesce alla griglia marinato con peperoncino, agrumi e coriandolo.[113]
- L'akhtabout è il polpo grigliato. A Beirut di solito viene servito con il samkeh harra.[16]
- Il sayadieh è un pesce delicatamente speziato servito su un letto di riso. Pesce cotto allo zafferano e servito su riso con cipolle, sommacco e salsa tahini ( la parte più importante del piatto), originaria di Sidone.[114]

### Dolci

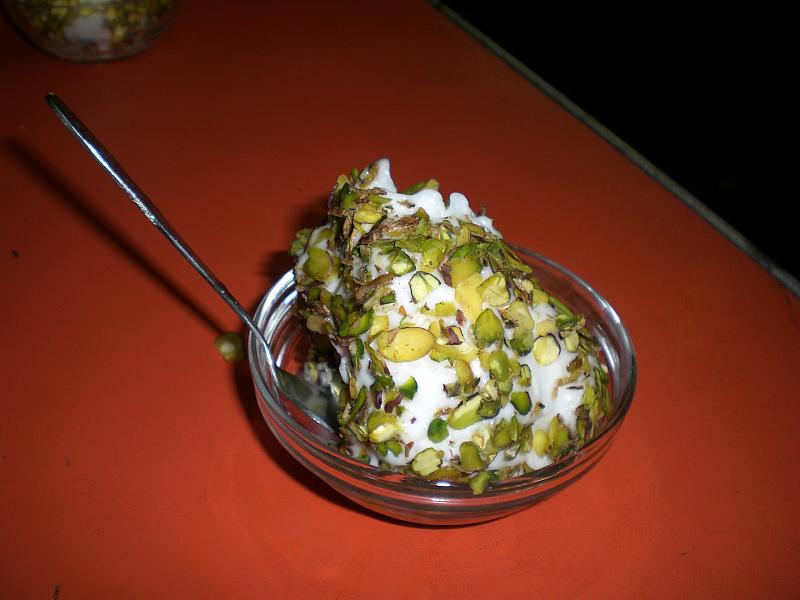
Un primo piano di gelato booza

La forma moderna dei dolci libanesi è stata influenzata dalla cucina ottomana e condivide molte somiglianze con altri paesi vicini. La semola viene utilizzata nella preparazione di diversi importanti dessert libanesi.

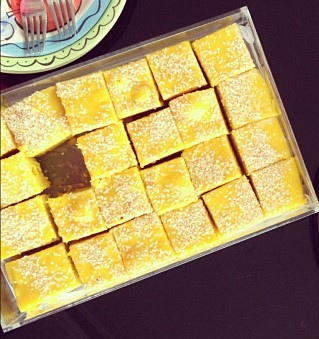
Lo sfouf è una popolare torta dolce all'anice decorata con mandorle

- Lo sfouf è una popolare torta dolce all'anice decorata con mandorle Il muhallebi è un budino a base di riso, latte e zucchero. Come molti altri dolci libanesi, è addolcito con sciroppo di attar ed è servito con una guarnizione di noci.[115]
- I barazeh (comuni con la cucina siriana) sono biscotti dalla consistenza leggera e friabile. Un lato è decorato con semi di sesamo e l'altro con pistacchi.
- I ma'amoul sono biscotti friabili ripieni di pistacchi, noci o datteri. I cristiani libanesi lo consumano con lo sciroppo di atar per Pasqua, oltre a una torta aromatizzata all'anice e al mahleb.[115]
- L'halawet el jibn è ripieno di formaggio zuccherato e condito con atar, pistacchi, clotted cream (ashta) e marmellata di rose.
- La baklawa è composta da una pasta sfoglia ripiena di noci e imbevuta di sciroppo di attar (acqua di arancia o di rose e zucchero), solitamente tagliata a forma triangolare o a mo' di diamante.[116]
- La znoud al-sit è un dolce risalente all'Ottocento che consiste in una pasta sfoglia imbevuta di sciroppo ripiena di clotted cream e guarnita con noci, bucce d'arancia e datteri.[115]
- Il kanafeh è un dolce ripieno di formaggio bianco, noci e sciroppo fatto con pasta kadaif.[117][118]
- I karabij (o "biscotti di Aleppo") sono aromatizzati con mahleb e cannella e conditi con natef, una sorta di meringa.
- Il mafroukeh è un impasto di semola ricoperto di caramello e burro, imbevuto di atar e servito con clotted cream e noci. Può anche essere usato per fare torte come la nammoura.[115]
- Lo sfouf è un dolce a base di farina di semola e curcuma. È una torta consumata in occasione di compleanni, riunioni di famiglia e festività religiose.[119]
- La booza è un tipo di gelato aromatizzato comunemente chiamato "gelato arabo".[118] È tradizionalmente prodotto attraverso un processo di pestatura e allungamento in un tamburo per congelatore, invece del metodo più consueto di zangolatura utilizzato in altri gelati.[120] Il gelato libanese è caratterizzato dai suoi sapori orientali, tra cui l'amar al-din a base di pasta di albicocche essiccate.

### Condimenti e spezie
- La tahina, una pasta di sesamo.[121]

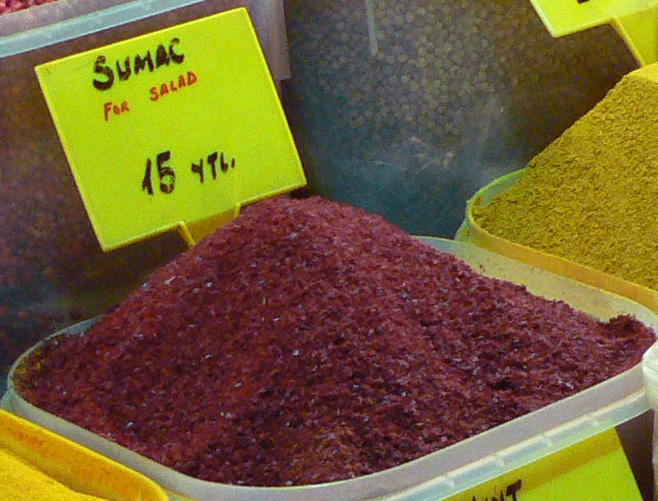
Il sommacco è una spezia usata in molte insalate, hummus e altri piatti, ai quali conferisce un sapore piccante e di limone

- La tarator è una salsa a base di tahina, acqua, aglio e limone.[122]
- Il toum è una salsa all'aglio.[123]
- La shatta è una salsa al peperoncino popolare in Medio Oriente.[124]
- La muhammara è una salsa al peperoncino originaria di Aleppo diffusa nella cucina levantina e turca.[125]
- Il sommacco è una spezia piccante usata in molte insalate.[126]
- Lo za'atar consiste in timo e sommacco essiccati che possono differire da regione a regione e da famiglia a famiglia.[127]
- Una miscela di spezie libanesi (chiamata anche sette spezie libanesi[128]) a base di pimento, pepe nero, cannella, chiodi di garofano, fieno greco, noce moscata e zenzero.[129]

### Bevande

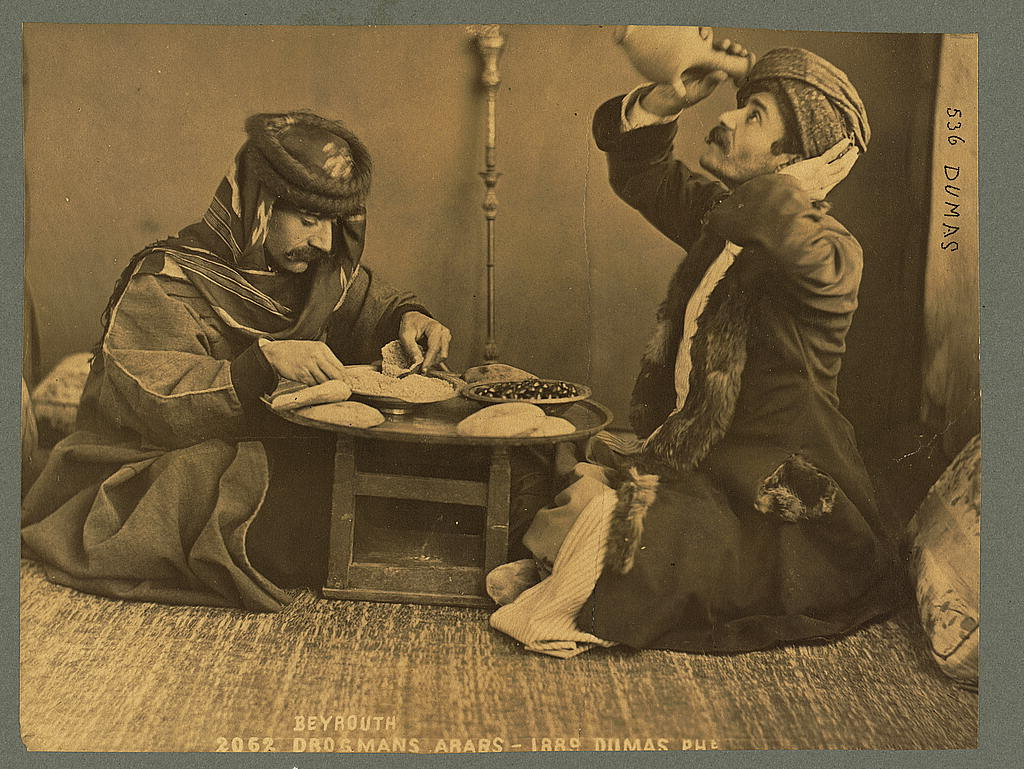
Arabi libanesi che bevono da un briq davanti a una meze, 1889Beirut

- Caffè arabo, caffè nero e caffè turco.[130][131][132]
- La birra libanese contiene anche versioni analcoliche fatte con malto al posto del luppolo.[133]
- L'arak è una bevanda alcolica.[134]
- L'ayran è una bevanda a base di yogurt.[135]
- Una bevanda analcolica a base di carrubo.
- Lo jallab è bevanda dolce a base di carrubo, datteri, melassa d'uva e acqua di rose.[136]
- Il Libano è tra i più antichi paesi produttori di vino al mondo.[137] I Fenici furono determinanti nella diffusione del vino e della viticoltura in tutto il Mediterraneo. La valle della Beqa' ospita più di 30 vigneti, tra cui i rinomati Kefraya, Ksara e Château Musar.[138][139]
- Il mate è un infuso ricco di caffeina che viene consumato frequentemente nello Shuf e ad Aley. Si pensa che sia stato portato dall'Argentina da immigrati della diaspora libanese che tornavano in patria.[140]